# Matchmaker (How I Met Your Mother)
"Matchmaker" (tạm dịch: "Người Mai mối") là tập phim thứ bảy trích từ mùa đầu tiên của sê-ri truyền hình How I Met Your Mother, trình chiếu chính thức vào ngày 7 tháng 11 năm 2005.

## Nội dung
Robin đã thực hiện một phóng sự về dịch vụ "Giải pháp Tình yêu", nơi mai mối hiệu quả 100%, được Robin, Barney khuyên Ted nên thử dịch vụ. Anh không thấy thú vị cho lắm, nhưng Barney sau đó đã lừa anh đến đây. Ellen Pierce, nữ giám đốc của dịch vụ mai mối đã phát hiện Barney chỉ mong muốn tình một đêm với những người phụ nữ khác, qua tên đăng ký giả, "Jack Packáge." Dù vậy, cô đã hứa với Ted rằng anh chính là người cô "có thể hợp tác" và thuyết phục anh rằng họ sẽ tìm cho anh một người bạn đời chỉ trong ba ngày. Nhưng năm ngày sau đó, Ted đã đến công ty và tìm hiểu vấn đề. Mọi đã cho rằng anh không nên "Ted-quá" (động từ mang tên của anh, có nghĩa là nghĩ xa xôi) về việc này. Nhưng anh cũng đã trở lại "Giải pháp Tình yêu", và phát hiện cơ hội của anh là số không. Người có số điểm cao nhất phù hợp với anh lại đã được mai mối với một người khác. Ted sau đó đã trốn vào văn phòng và in tài liệu về cô, nhưng phát hiện rằng người này đã đính hôn và sẽ cưới trong vài ngày nữa. Dù vậy, Ted vẫn cho rằng nếu mọi thứ thay đổi, anh sẽ trở thành người được chọn. Cô sau đó gọi lại cho anh và thông báo cho anh về vấn đề sức khỏe nhưng không đề cập về vấn đề hẹn hò. Anh sau đó đã tiết lộ số điểm của mình, nhưng cô lại cho rằng không nên tin vào những dịch vụ mai mối, dù điểm của cô có là 9.6 (theo thống kê của "Giải pháp Tình yêu"), nhưng bạn đời thật sự của anh sẽ đạt điểm 10. Anh sau đó tiếp tục trở lại công ty và phát hiện mình không hề có người phù hợp, công ty đã phá sản sau khi uy tín 100% bị mất. Nhưng Ted sau đó vẫn tin rằng mình sẽ kiếm được một người vợ hoàn hảo cho bản thân mình.
Trong khi đó, Marshall và Lily đã phát hiện một điều kỳ lạ tại căn hộ của họ. Khi nhìn thấy nó, họ đã chạy trốn, đến khi kể lại thì Lily cho rằng mình đã thấy một con gián, Marshall lại khẳng định đó là con chuột. Họ tiếp tục nhìn thấy con vật này và cố giết nó với keo xịt bọ và danh bạ điện thoại. Dù vậy, con vật vẫn còn sống khi chiếc danh bạ điện thoại đập lên nó di chuyển, dù vậy họ đã nhìn kỹ nó hơn và quyết định đó là con "gián chuột". Hai vợ chồng mô tả nó có sáu chân, râu, bộ xương bên ngoài, lông, đuôi và kích thước gần bằng củ khoai tây. Robin không tin họ cho lắm, nhưng đến khi bắt được con vật này, Marshall đã đem nó đến khoa Khoa Học tại trường Đại học Columbia nhưng nó lại chạy thoát và vẫn tiếp tục nằm tại căn hộ của hai người. Robin sau đó đã nhìn thấy con "gián chuột" và đã vội ném ly rượu vào mặt nhằm "chuốc nó say". Marshall đã quay về nhà và ném nó ra ngoài cửa sổ, khiến họ rất bất ngờ khi "gián chuột" có thể bay. Ngay lập tức, nó liền bay trở lại nhưng lại đập vào cửa và té.

## Nối tiếp
- Con Gián Chuột sau đó đã xuất hiện lại trong tập phim mùa 6, "The Perfect Cocktail".
- Niềm yêu thích các bữa ăn của Ted và cả nhóm đã được xuất hiện lại trong tập "Brunch" và "World's Greatest Couple".
- Trung tâm "Giải pháp Tình yêu" đã gắn Ted với một người khác trong tập "Milk".

## Văn hóa đại chúng
- Trong cảnh Marshall và Lily bẫy con Gián Chuột có một bài hát tương tự như khi The A-Team xây dựng, sửa xe hay điều chỉnh những thiết bị.

## Âm nhạc
- "Summer Breeze" của Seals & Crofts.
- "Parallel or Together?" của Ted Leo and the Pharmacists.
- "At My Most Beautiful" của R.E.M..